# Drosophila caccabata
Drosophila caccabata este o specie de muște din genul Drosophila, familia Drosophilidae, descrisă de Hardy în anul 1965. Conform Catalogue of Life specia Drosophila caccabata nu are subspecii cunoscute.